# 466
466（四百六十六、四六六、よんひゃくろくじゅうろく）は自然数、また整数において、465の次で467の前の数である。

## 性質
- 466は合成数であり、約数は 1, 2, 233, 466 である。
  - 約数の和は702。
- 143番目の半素数である。1つ前は458、次は469。
- 4662 + 1 = 217157 であり、n2 + 1 の形で素数を生む66番目の数である。1つ前は464、次は470。(オンライン整数列大辞典の数列 A005574)
- 各位の和が16になる22番目の数である。1つ前は457、次は475。
- 各位の積が各位の和の9倍になる3番目の数である。1つ前は396、次は639。(オンライン整数列大辞典の数列 A062041)
- 各位の平方和が88になる最小の数である。次は646。(オンライン整数列大辞典の数列 A003132)
  - 各位の平方和が n になる最小の数である。1つ前の87は1129、次の89は58。(オンライン整数列大辞典の数列 A055016)
- 各位の立方和が496になる最小の数である。次は646。(オンライン整数列大辞典の数列 A055012)
  - 各位の立方和が n になる最小の数である。1つ前の495は357、次の497は1466。(オンライン整数列大辞典の数列 A165370)
- 466 = 52 + 212
  - 異なる2つの平方数の和で表せる141番目の数である。1つ前は464、次は468。(オンライン整数列大辞典の数列 A004431)
- 466 = 32 + 42 + 212 = 42 + 152 + 152
  - 3つの平方数の和2通りで表せる108番目の数である。1つ前は462、次は468。(オンライン整数列大辞典の数列 A025322)
  - 466 = 32 + 42 + 212
    - 異なる3つの平方数の和1通りで表せる119番目の数である。1つ前は464、次は472。(オンライン整数列大辞典の数列 A025339)
- 466 = 53 + 53 + 63
  - 3つの正の数の立方数の和1通りで表せる60番目の数である。1つ前は459、次は469。(オンライン整数列大辞典の数列 A025395)

## その他 466 に関連すること
- 西暦466年
- 紀元前466年
  - エウリュメンド川の戦いは、紀元前466年に小アジアで起きた水陸2つの戦闘である。